# William Bateson
William Bateson (8. srpna 1861 Robin Hood's Bay – 8. února 1926) byl britský genetik, první člověk, který použil termín genetika pro vědní obor, který se zabývá dědičností. Byl také hlavním popularizátorem do té doby neznámých výzkumů Gregora Mendela poté, co byly objeveny v roce 1900 de Vriesem a Corrensem.
Je po něm pojmenováno Batesonovo číslo (viz také článek genová vazebná skupina).